# Dytaster semispinosus
Dytaster semispinosus is een kamster uit de familie Astropectinidae.
De wetenschappelijke naam van de soort werd, als Crenaster semispinosus, in 1894 gepubliceerd door Edmond Perrier.